# رنه گیسار
رنه گیسار (به فرانسوی: René Guissart) (زادهٔ ۲۴ اکتبر ۱۸۸۸ – درگذشتهٔ ۱۹ مهٔ ۱۹۶۰) فیلم‌بردار و کارگردان اهل فرانسه بود.

## فیلم‌شناسی
فیلم‌بردار
- زنان کوچک (۱۹۱۸)
- پیروزی (۱۹۱۹)
- The White Heather (۱۹۱۹)
- جزیرهٔ گنج (۱۹۲۰)
- My Lady's Garter (۱۹۲۰)
- Flames of Passion (۱۹۲۲)
- دختر بوهِمی (۱۹۲۲)
- Paddy the Next Best Thing (۱۹۲۳)
- Chu-Chin-Chow (۱۹۲۳)
- While Paris Sleeps (۱۹۲۳)
- عشق جنوبی (۱۹۲۴)
- The Recoil (۱۹۲۴)
- بن هور (۱۹۲۵)
- Madame Sans-Gene (۱۹۲۵)
- Land of Hope and Glory (۱۹۲۷)
- A Little Bit of Fluff (۱۹۲۸)
- The White Sheik (۱۹۲۸)
- Tommy Atkins (۱۹۲۸)
- Adam's Apple (۱۹۲۸)
- بهشت (۱۹۲۸)
- The American Prisoner (۱۹۲۹)
- The Compulsory Husband (۱۹۳۰)
- The W Plan (۱۹۳۰)
- Tropical Nights (۱۹۳۱)

کارگردان
- Dédé (۱۹۳۵)
- دورا نلسون (۱۹۳۵)